# لبنى الجريبي
لبنى الجريبي (ولدت في 22 أكتوبر 1973 في تونس العاصمة) هي سياسيّة تونسيّة وعضو سابق في حزب التكتل الديمقراطي من أجل العمل والحريات.

## السيرة الذاتية
درست لبنى هندسة حاسبات لمدة 5 سنوات في ليون في فرنسا قبل أن تتحصل على شهادة الدكتوراة في نفس المجال. كانت باحثة وأستاذة في جامعة السوربون، باريس 1 لمدة عامين. كما أنّها كانت تحاضر بالمدرسة الوطنية لعلوم الإعلامية.
في 2011 ترشّحت لإنتخابات المجلس الوطني التأسيسي على رأس القائمة الانتخابية لحزب التكتل الديمقراطي من أجل العمل والحريات في دائرة تونس الثانية الانتخابية ووقع انتخابها.
 في 2014 ترشّحت للإنتخابات التشريعية في دائرة تونس الثانية الانتخابية  وأصبحت عضو في مجلس نواب الشعب (تونس).
في ماي 2015 غادرت لبنى الجريبي حزب التكتل  لتأسس وتترأس منظمة سوليدار تونس.
في 19 فيفري 2020 تم تعيينها في حكومة إلياس الفخفاخ وزيرة لدى رئيس الحكومة مكلفة بالمشاريع الوطنية الكبرى و في 15 جويلية من نفس السنة تم تعيينها أيضا على رأس وزارة التعليم العالي والبحث العلميبالنيابة خلفا لسليم شورى.
لبنى الجريبي متزوجة وأم لطفلين.